# Aliaksey Sinkevich
Aliaksey Sinkevich (né le 10 juin 1977 à Vitebsk) est un gymnaste biélorusse.